# Згама, Пётр Николаевич
Пётр Николаевич Згама (1923—1983) — старший сержант Рабоче-крестьянской Красной Армии, участник Великой Отечественной войны, Герой Советского Союза (1946).

## Биография
Пётр Згама родился 15 июля 1923 года в селе Беляевка (ныне — город в Одесской области Украины). После окончания четырёх классов работал в колхозе в Чусовском районе Молотовской области. В июле 1941 года Згама был призван на службу в Рабоче-крестьянскую Красную Армию. С августа того же года — на фронтах Великой Отечественной войны. Принимал участие в боях на Ленинградском, Западном, Юго-Западном и 1-м Белорусском фронтах, три раза был ранен. К апрелю 1945 года старший сержант Пётр Згама командовал отделением разведки 1008-го стрелкового полка (266-й стрелковой дивизии, 26-го гвардейского стрелкового корпуса, 5-й ударной армии, 1-го Белорусского фронта). Отличился во время штурма Берлина.
19 апреля 1945 года в бою за город Марцан (ныне — в черте Берлина) Згама собрал ценные данные о противнике, а затем доставил их в штаб своего полка. Когда началось наступление, он провёл группу автоматчиков во вражеский тыл, благодаря неожиданной атаке которой в рядах противника была вызвана паника, что в немалой степени способствовало успешным действиям полка. 23 апреля, когда полк вышел к Шпрее, Згама проник в тыл противника и вызвал панику в его рядах. Ведя бой в течение двух часов, он уничтожил двух вражеских солдат с фаустпатронами. В ночь с 27 на 28 апреля Згама провёл разведку, обнаружив проходы и огневые точки противника. Только за несколько дней боёв в столице Германии он взял в плен 28 немецких солдат и офицеров.
Указом Президиума Верховного Совета СССР от 15 мая 1946 года за «отвагу и геройство, проявленные в боях с немецкими захватчиками в Великой Отечественной войне» старший сержант Пётр Згама был удостоен высокого звания Героя Советского Союза с вручением ордена Ленина и медали «Золотая Звезда».
После окончания войны Згама был демобилизован. Вернулся на родину. В 1950 году окончил школу руководящих колхозных кадров, после чего работал в совхозах. Умер 24 августа 1983 года.
Был также награждён орденами Отечественной войны 1-й степени, Красной Звезды, рядом медалей.